# علاج التحويل
علاج التحويل (بالإنجليزية: Conversion therapy) هو ممارسات علمية زائفة تهدف إلى تغيير التوجه الجنسي من مثليّ الجنس أو مزدوج الميول الجنسية إلى مغاير الجنس. لا يوجد أي دليل علمي موثوق به تقريبًا على أن الميول الجنسية يمكن تغييرها، بل وتحذر الهيئات الطبية من أن ممارسات علاج التحويل غير فعالة ومن الممكن أن تكون ضارة. ومع ذلك، فإن المدافعين والمؤيدين لهذه الممارسات يقدمون تقارير قصصية عن أشخاص يدّعون قدرًا من النجاح في تحويل ميولهم الجنسية لتصبح مغايِرة جنسياً. قامت العديد من الدول، المحافظات والولايات في آسيا، أوروبا، الأمريكتان وأوقيانوسيا بحظر علاج التحويل.
تعارض الجمعية الأمريكية للطب النفسي العلاج النفسي الذي يَفترض أن المثلية في حد ذاتها اضطرابًا نفسيًا، أو بناء على افتراض أن المريض يجب أن يغير توجهه الجنسي المثلي، كما تصف الجمعية محاولات تغيير التوجه الجنسي من قبل بعض الأطباء بأنها محاولات غير أخلاقية. ويُذكر أيضا أن المناقشات التي تمت حول اندماج مثليي الجنس ومزدوجي الميول الجنسية قد حجبت الطريق العلمي وذلك عن طريق التشكيك في دوافع وحتى شخصية الأفراد المشاركين في هذه المناقشات، وأن التقدم في علاج التحويل قد يتسبب في الضرر الاجتماعي من خلال نشر وجهة نظر غير علمية حول التوجه الجنسي. ونشر الجراح العام للولايات المتحدة ديفيد ساتشر في عام 2001 تقريرا جاء فيه أنه «ليس هناك أي دليل علمي صحيح على أن التوجه الجنسي يمكن أن يتغير».
يميل الأشخاص الداعين لعلاج التحويل اليوم إلى أن يكونوا من الجماعات المسيحية الأصولية والمنظمات الأخرى التي تستخدم التبرير الديني للعلاج بدلا من الحديث عن المثلية على أنها «مرض». والمنظمة الرئيسية التي تدعو وتتبنى أشكالاً لادينية من علاج التحويل هي الجمعية الوطنية لبحوث وعلاج المثلية، والتي غالبا ما تتعاون مع الجماعات الدينية.
شملت التقنيات المستخدمة في علاج التحويل قبل عام 1981 في الولايات المتحدة وأوروبا الغربية عملية فصل فص المخ الجبهي، والإخصاء الكيميائي مع العلاج الهرموني، والعلاج بالتبغيض، مثل «القيام بصدمة كهربائية لليدين أو الأعضاء التناسلية»، و«العقاقير التي تحفز الغثيان» بالتزامن مع حدوث مشاعر المثلية، وكذلك إجبار السجناء على الاستمناء. هناك المزيد من التقنيات السريرية الحديثة المستخدمة في الولايات المتحدة وتقتصر على الإرشاد، والتصور، والتدريب على المهارات الاجتماعية، والعلاج النفسي، والتدخلات الروحية مثل «الصلاة وفريق الدعم»، كما انتشرت بعض التقارير عن وجود علاجات بالتبغيض من خلال ممارسة غير مرخصة في وقت متأخر من عقد 1990. ويُستخدم مصطلح العلاج الترميمي أو الإصلاحي كمرادف لعلاج التحويل بشكل عام، لكن قيل أنه بالمعنى الدقيق للكلمة فإنها تشير إلى نوع معين من العلاج المرتبط بالمعالجَين إليزابيث موبرلي وجوزيف نيكولوسي.

## التاريخ
يمكن تقسيم تاريخ علاج التحويل إلى ثلاث حُقب: حقبة فرويد المبكرة؛ حقبة الموافقة العامة على علاج التحويل، عندما أصبحت مؤسسة الصحة العقلية هي «المشرف الرئيسي» علي الحياة الجنسية؛ وحقبة ما بعد أعمال الشغب في ستونوول، حيث تبرأت مهنة الطب من علاج التحويل.
أثناء التاريخ المبكر من التحليل النفسي، أجمع المحللون على أن المثلية الجنسية ليست مَرَضية في بعض الحالات، ونوقش السؤال الأخلاقي عما إذا كان يجب أن تتغير. وبحلول عقد 1920 افترض المحللون أن المثلية الجنسية مرضية وأنه من المناسب محاولات علاجها، على الرغم من أن رأي التحليل النفسي حول تغيير المثلية كان متشائماً إلى حد كبير. وكانت تلك الأشكال من المثلية والتي كانت تعتبر انحرافات تُرى على أنها غير قابلة للعلاج. وتصاعدت تصريحات المحللين المتسامحة حول المثلية الجنسية بعد إدراكهم صعوبة تحقيق تغييرها. ومن بداية عقد 1930 ولمدة ما يقارب عشرين عاماً، حدثت تغييرات كبيرة في كيفية رؤية المحللين النفسيين للمثلية، والتي تضمنت تحولاً في خطاب المحللين، وبعضهم شعر بحرية السخرية والإساءة لمرضاهم المثليين.

### أوروبا

#### سيجموند فرويد

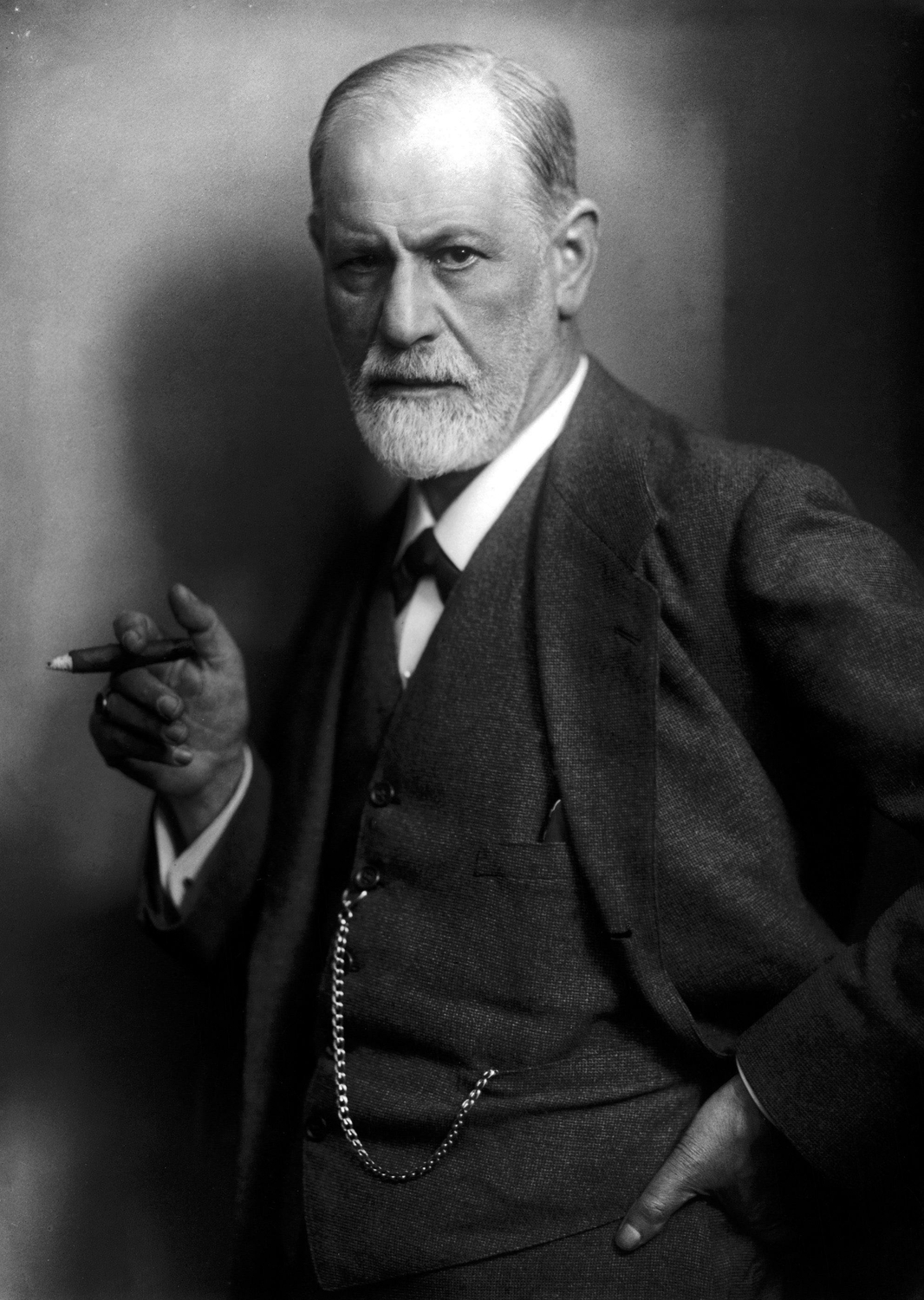
شكك فرويد بالإجراءات الجراحية لتحويل الميول الجنسي.

سيغموند فرويد هو طبيب ومؤسس التحليل النفسي. ذكر فرويد أنه من الممكن التخلّص من الميول الجنسيّ المثليّ في بعض الأحيان عن طريق ما سمّاه بالإيحاء التنويمي. تأثرت آراء فرويد بيوجين شتايناخ (Eugen Steinach)، وهو عالم الغدد الصماء الذي قام بزرع خصيات رجال مغايرين في رجال مثليين في محاولات لتغيير ميولهم الجنسية المثلية، مشيراً إلى أن بحثه «ألقى الضوء القوي على العوامل العضوية في الإثارة الجنسية المثلية». حذّر فرويد من أن عمليات شتايناخ لا تشكّل بالضرورة علاجاً ممكناً يمكن تطبيقه بشكل عام، بحجة أن مثل هذه الإجراءات الجراحية ستكون فعالة في تغيير التوجّه الجنسي المثلي لدى الرجال فقط في الحالات المرتبطة بالخصائص الفيزيائية النموذجية للمرأة، وحذّر بعدم وجود علاج مماثل يمكن تطبيقه على النساء المثليّات. باءت جهود شتايناخ الجراحية بالفشل لأن النظام المناعي يرفض الزراعة غير المتماثلة مع فصائل الدم والأنسجة، وظهر في نهاية المطاف أنهل غير فعالة وغالباً ما تتسبب بضرر.
كانت مناقشة فرويد الرئيسية عن المثلية الجنسية لدى الإناث في ورقة نشرت عام 1920 بعنوان «المنشأ النفسي لحالة المثلية الجنسية لدى امرأة» (The Psychogenesis of a Case of Homosexuality in a Woman)، والذي وصف تحليله لامرأة شابة دخلت العلاج النفسي بسيي قلق والديها حول كونها مثليّة، وطلبِ والدها تغيير ذلك. برأي فرويد، كان تشخيصها غير ملائم بسبب الظروف التي التحقت بالعلاج خلالها، ولأن المثلية بحد ذاتها ليست مرضاً أو خللاً عصابيًا، بل وكتب فرويد أن تغيير المثلية أمر صعب ويمكن حدوثه فقط في ظل ظروف ملائمة على نحو غير عادي، مشيراً إلى أنه «بشكل عام فإن إجراء تحويل مثلي الجنس إلى مغاير الجنس لا يقدم فرص نجاح كثيرة.» والنجاح يعني جعل المشاعر المغايِرة ممكنة، وليس القضاء على مشاعر المثلية.
من الصعب إقناع مثليي الجنس بأن ممارسة الجنس المغاير بإمكانه أن يوفر لهم المتعة نفسها التي يستمدونها من الجنس المثليّ. أراد أغلب متلقّي العلاج النفسي أن يصبحوا مغايرين لأسباب اعتبرها فرويد «سطحية»، من بينها الخوف من الرفض الاجتماعي، وبالتالي فهي دوافع غير كافية من أجل إحداث تحويل حقيقي بالميول الجنسي. أيضاً، قد لا يكون لدى البعض رغبة حقيقية في أن يصبح مغاير الجنس، فيلتحق بالعلاج النفسي فقط من أجل إقناع نفسه بأنه قد فعل كل ما هو ممكن لتحويل هويته الجنسية، وهذا بدوره يترك له الحرية في العودة إلى المثلية بعد الفشل (المتوقع) في العلاج التحويل.

في عام 1935، طلبت أم من فرويد أن يعالج ابنها. أجابها فرويد في رسالة أصبحت شهيرة في وقت لاحق:
أنا فهمت من رسالتك أن ابنك مثليّ الجنس [...] وهو شيء لا يجب أن تخجلي منه، ليس رذيلة، ولا انحلالاً، بل لا يمكن أن تصنف على أنها مرض، ونحن نعتبر أنها تنوع في جنسانية الإنسان، تنتجها تأخرات معينة أثناء التطور الجنسي. [...] وبسؤالي عما إذا كنت أستطيع مساعدة [ابنك]، فإنك تعنين، على ما أعتقد، ما إذا كان بإمكاني إلغاء مثليته وتبديلها بالمغايرة. والجواب هو، بشكل عام لا نستطيع أن نعد بتحقيق ذلك. في عدد معين من الحالات نجحنا في تطوير بذور للميول الجنسية الغيرية، والتي تعتبر موجودة في كل مثلي؛ أما في معظم الحالات، فلا نستطيع. فهي مسألة نوعية وعمر الفرد. لا يمكن توقع نتيجة العلاج.

#### شاندور فرنتزي
كان شاندور فرنتزي (Sándor Ferenczi) محللا نفسيا نمساويا مؤثرا وصديقا مقربا من سيغموند فرويد. كان فرنتزي يأمل في علاج بعض أنواع المثلية الجنسية تماما، وذلك عن طريق خفض ما اعتبره عداء الرجل المثليّ تجاه النساء بالتزامن مع رغباتهم الجنسية المثلية المُلِحة، وبمساعدتهم على الانجذاب إلى والفعالية مع النساء. أبدى فرنتزي أن المثلي الذي تشوشت هويته الجنسية وأصبح يشعر بأنه «امرأة ذات رغبة في أن تكون محبوبة من قِبل رجل» لم يكن مرشحا واعدا للعلاج. بالإضافة إلى ذلك، اعتقد فرنتزي أن الشفاء الكامل من المثلية الجنسية قد يصبح ممكنا في المستقبل عندما يتم تحسين تقنيات التحليل النفسي.

#### آنا فرويد
آنا فرويد هي ابنة سيغموند فرويد، وأصبحت آنا فرويد رائدة في التحليل النفسي في المملكة المتحدة.
أشارت آنا فرويد إلى علاج ناجح للمثليين جنسيا كمصابين بمرض عصبي في سلسلة محاضرات غير منشورة. في عام 1949 نشرت «بعض الملاحظات السريرية المتعلقة بمعاملة حالات من المثلية عند الذكور» في المجلة الدولية للتحليل النفسي. تعتقد فرويد أنه من المهم الالتفات إلى التفاعل بين التخيُلات والمساعي المثلية بالنسبة للأدوار الجنسية كالفاعل والمتلقي، وأن ذاك هو التفاعل الأصلي الذي حال دون التماهي (التعريف) الكافي مع الأب. يجب إخبار المريض أن اختياره الشريك المتلقّي يسمح له التمتع بوضع المتلقي، في حين أن اختياره الشريك الفاعل يسمح له باستعادة رجولته المفقودة. وادعت أن هذه التفسيرات تنشّط عقدة الإخصاء المكبوتة، وعظمة الطفولة النرجسية والخوف المكمل من التحلل في أي شيء أثناء الاتصال الجنسي المغاير سيأتي مع تجديد قوة الانجذاب الجنسي المغاير.
نشرت آنا فرويد في عام 1951 «الملاحظات السريرية على معاملة ذكور المثلية» في التحليل النفسي الفصلية و«المثلية» في جمعية التحليل النفسي الأمريكية. في هذه المقالات، أصرت آنا على تحقيق كامل وجوه الحب من الجنس الآخر كشرط لعلاج المثلية الجنسية. في عام 1951 ألقت محاضرة حول معالجة المثلية الجنسية التي تعرضت لانتقادات من قبل ادموند برجلر (Edmund Bergler)، الذي أكد على مخاوف الفم للمرضى وقلل من أهمية مخاوف الإخصاء.
أوصت آنا فرويد في عام 1956 لصحافي كان يعد مقالا عن التحليل النفسي بعدم اقتباس خطاب أبيها سيغموند فرويد للأم الأمريكية، لأنه «في الوقت الحاضر يمكننا علاج عدد أكبر من المثليين مما كان متوقعاً في البداية. والسبب الآخر هو أن القراء قد يرون بذلك تأكيدا على أن كل ما يستطيع المحللين النفسيين القيام به هو إقناع المرضى بأن عيوبهم أو» انحرافاتهم«لا تهم، وبأنهم يجب أن يكونوا سعداء، وهذا شيء مؤسف.»

#### ميلاني كلاين
كانت ميلاني كلاين تلميذة فرنتزي. نُشر لها في عام 1932 كتاب «التحليل النفسي للأطفال» مستندة فيه على محاضرات جمعية التحليل النفسي البريطانية في عشرينات القرن الماضي، وزعمت كلاين أن الدخول في عقدة أوديب يقوم على تمكن القلق البدائي النابع من المرحلة الفمية والشرجية، فإن لم تتم هذه المهام بالشكل الصحيح، ستكون التطورات في المرحلة الأوديبية غير مستقرة. التحليل الكامل للمصابين بهذه التطورات غير المستقرة يتطلب الكشف عن هذه المخاوف في وقت مبكر. تحليل المثلية يتطلب التعامل مع أنماط جنون الارتياب على أساس المرحلة الفمية. ينتهي الكتاب بتحليل رجل مثليّ يدعى السيد ب. ادعت كلاين أن هذا الرجل أظهر جميع الأمراض المرتبطة بجميع أشكال المثلية الجنسية: الرجل المثلي يعظم «القضيب الجيد» لشريكه لتبديد الخوف من الهجوم الذي يشعر به بسبب إسقاطه للكراهية على «القضيب السيئ» الذي يتخيله لأمه وهو رضيع. أبلغت كلاين أن السلوك المثليّ لدى السيد ب قد تضاءل بعد أن تغلب على حاجته لتعظيم «القضيب الجيد» للرجل.

#### تصويت البرلمان الأوروبي في آذار 2018
في مارس 2018، صوّت الممثلون في البرلمان الأوروبي بأغلبية 435 ضد 109 على قرار يدين علاج التحويل ويحث الدول الأعضاء في الاتحاد الأوروبي على حظر هذه الممارسة.

### الولايات المتحدة

#### القرن العشرين
بدأ التحليل النفسي بالحصول على اعتراف في الولايات المتحدة في عام 1909، عندما ألقى سيغموند فرويد سلسلة من المحاضرات في جامعة كلارك في ولاية ماساتشوستس بدعوة من غرانفيل ستانلي هول. في عام 1913، كتب أبراهام بريل كتاب «مفهوم المثلية»، الذي نشره في مجلة الجمعية الطبية الأمريكية وقرأه أمام الاجتماع السنوي لرابطة الطب الأمريكية. انتقد بريل المعالجات الفيزيائية للمثلية مثل غسل المثانة، وتدليك المستقيم، والإخصاء، جنبا إلى جنب مع التنويم المغناطيسي، ولكنه أشار إلى استحسان استخادم فرويد وسادجر للتحليل النفسي، واصفا نتائج ذلك بـ«مما يثلج الصدر جدا». ومنذ أن فهم بريل أن علاج المثلية يكمن في استعادة قوة المغايرة، فقد ادعى أنه قد أشفى مرضاه في العديد من الحالات، على الرغم من أن الكثيرين قد ظلوا مثليي الجنس.
نشر الطبيب والمعالج النفسي فيلهلم شتيكيل (Wilhelm Stekel) آرائه بشأن معالجة المثلية الجنسية، والذي اعتبرها مرضا، في مؤسسة «مراجعة التحليل النفسي» الأمريكية في عام 1930، واعتقد أن «النجاح كان شبه يقيني» في تغيير المثلية الجنسية من خلال التحليل النفسي بشرط أن يؤديها بشكل صحيح وبشرط أن يكون المريض راغبا في العلاج. في عام 1932، نشرت «التحليل النفسي الفصلية» ترجمة لأبحاث المحللة النفسية هيلين دويتش «حول مثلية الإناث». وذكرت دويتش تحليلها لأنثى مثلية الجنس، والتي لم تصبح مغايرة بعد العلاج، ولكن تم تحقيق «علاقة شهوانية إيجابية» مع امرأة أخرى. وأشارت دويتش أنها قد تعتبر المغايرة نتيجة أفضل.
يعدّ إدموند بيرغلر (Edmond Bergler) المنظّر النفسي الأهم للمثلية الجنسية في سنوات الخمسينات. عارض بيرغلر ألفريد كينسي بشدة، لدرجة أنه طوّر نظرياته الخاصة للعلاج، والتي كانت تعتمد على «إلقاء اللوم على الضحية،» بتقييم جنيفر تيري، أستاذة مشاركة في دراسات المرأة. ادعى ادموند أنه إذا أراد المثليّ التغيير، وتم اتخاذ النهج العلاجي الصحيح، فإنه من الممكن علاجه في 90% من الحالات. وظّف بيرغلر المواجهة خلال العلاج حيث عاقب متلقّي العلاج المثليين من أجل توعيتهم بمازوخيتهم، وبذلك انتهك علنا الأخلاقيات المهنية من أجل تحقيق ذلك، وكسر خصوصية المريض عن طريق مناقشة حالات المرضى مع مرضى آخرين، وتنمر عليهم واصفا اياهم بأنهم كذابين وعديمي القيمة. أصر بيرغلر على إمكانية الشفاء من المثلية الجنسية. وواجه بيرغلر كينسي لأن كينسي أحبط إمكانية الشفاء من خلال تقديم المثلية كأسلوب مقبول للحياة؛ الأمر الذي كان حجر الأساس في النشاط الحقوق المثلي آنذاك. وعمم بيرغلر وجهات نظره في الولايات المتحدة في سنوات الخمسينات عن طريق نشر مقالاته بالمجلات والكتب التي تهدف إلى غير المتخصصين.
في عام 1951، أرسلت الأم التي كتبت لفرويد تطلب منه علاج ابنها رد فرويد إلى المجلة الأمريكية للطب النفسي، والذي تم نشره. الطبعة الأولى من الدليل التشخيصي والإحصائي للاضطرابات النفسية (DSM-I) للرابطة الأمريكية للطب النفسي في 1952 صنفت المثلية على أنها نوع من الاضطراب النفسي.
خلال العقود الثلاثة بين موت فرويد عام 1939 وأعمال شغب ستونوول عام 1969، تلقى علاج التحويل موافقة من معظم المنشآت النفسية في الولايات المتحدة. وفي عام 1962، نشر ايرفينغ بايبر وآخرون كتابا بعنوان «المثلية: دراسة التحليل النفسي للمثليين الذكور» حيث خلصوا إلى أن «على الرغم من أن تحقيق هذا التغيير قد يكون أسهل عند البعض دون الآخرين، إلا أننا نعتقد أن التحول للغيرية هو احتمال لجميع المثليين جنسياً الذين لديهم حافز قوي للتغيير.»
حلت أعمال شغب في عام 1969 في بار ستون وول في نيويورك بعد مداهمة الشرطة، واكتسبت أهمية رمزية في حركة مناصرة حقوق المثليين باعتبارها بدء مرحلة جديدة في النضال من أجل تحرر المثليين. وبعد هذه الأحداث خضع علاج التحويل لهجوم متزايد؛ ركز النشطاء المعارضين لعلاج التحويل هجومهم بشكل متزايد على تعيين الدليل التشخيصي المثلية الجنسية كمرض نفسي. في عام 1973، بعد سنوات من الانتقادات من النشطاء المثليين ونزاع مرير بين الأطباء النفسيين، أزالت الجمعية الأمريكية للطب النفسي المثلية الجنسية من الدليل التشخيصي والإحصائي للاضطرابات النفسية. واستغل أنصار التغيير أدلة الباحثين مثل كينزي وإيفلين هوكر. لعب الطبيب النفسي روبرت سبيتزر، عضو لجنة الجمعية البرلمانية الآسيوية للتسمية دورا مهما في الأحداث التي أدت إلى هذا القرار. ادعى النقاد أن القرار كان نتيجة لضغط من النشطاء المثليين، وطالبوا بإجراء استفتاء بين الأعضاء المصوّتين في الجمعية. أُجري الاستفتاء في عام 1974، وقد أيدوا قرار الجمعية البرلمانية الآسيوية بأغلبية 58٪.
أزالت الجميعية الأمريكية للطب النفسي المثلية غير المنسجمة مع الأنا من مراجعة الإصدار الثالث من الدليل التشخيصي (DSM-III-r) في عام 1987، وتعارض تشخيص المثلية الجنسية أو المثلية الجنسية غير المنسجمة مع الأنا على أنهن اضطراب نفسي.
كان لجوزيف نيكولوسي دورا هاما في تطوير علاج التحويل في وقت مبكر في عقد 1990، ونشر كتابه الأول «العلاج الإصلاحي للمثلية في الذكور» في عام 1991. وفي عام 1992، أسس نيكولوسي، مع تشارلز وبنيامين كوفمان الجمعية الوطنية لأبحاث وعلاج المثلية الجنسية (NARTH)، وهي المنظمة التي تعارض وجهة النظر الطبية السائدة تجاه المثلية الجنسية، وتهدف إلى «جعل العلاج النفسي الفعال متاحا لجميع الرجال والنساء المثليين الذين يسعون للتغيير».
في عام 1998، أنفقت جماعات اليمين المسيحي بما في ذلك مجلس أبحاث العائلة ورابطة الأسرة الأمريكية 600,000$ على الإعلانات لتعزيز علاج التحويل.

#### القرن الواحد والعشرين
أشار الجراح العام للولايات المتحدة ديفيد ساتشر في عام 2001 إلى تقريرا جاء فيه أنه «ليس هناك أي دليل علمي صحيح على أن التوجه الجنسي يمكن أن يتغير». وفي العام نفسه، أفادت دراسة قام بها روبرت سبيتزر أن بعض الأفراد المحفزين ذاتياً ولديهم توجه مثلي يمكن أن يصبحوا مغايرين خلال أشكال العلاج الترميمي (الإصلاحي). ووضع الباحث نتائجه على أساس النتائج التي توصل إليها في مقابلات منظمة مع 200 شخص اختارهم بنفسه (143 ذكور، 57 إناث). وقالت صحيفة واشنطن بوست أن الدراسة «تظهر أن بعض الناس يمكنهم أن يتحولوا من مثليي الجنس للمغايرين، وعلينا أن نعترف بذلك». أثارت دراسة سبيتزر الجدل وجذبت اهتمام وسائل الاعلام. أنكر سبيتزر دراسته في عام 2012، واعتذر للمجتمع المثلي عن تقديم مزاعم غير مؤكدة عن فعالية العلاج الترميمي، ووصفه بأنه أسفه المهني الوحيد.
خرجت جمعية التحليل النفسي الأمريكية ضد الجمعية الوطنية لأبحاث وعلاج المثلية في عام 2004، مشيرة إلى «أن المنظمة لا تلتزم سياستنا في عدم التمييز، وأنشطتها مهينة لأعضائنا مثليي الجنس.» وفي العام نفسه، أظهر مسح لأعضاء الرابطة الأمريكية لعلم النفس تصنيف العلاج الترميمي بأنه «فقد مصداقيته بالتأكيد»، على الرغم من أن المؤلفين يحذرون من أن النتائج يجب أن تُفسر بعناية كخطوة أولية، وليس ككلمة أخيرة.
وعقدت جمعية علم النفس الأمريكية في عام 2007 فرقة عمل لتقييم سياساتها بشأن العلاج الترميمي.
في عام 2008، تم إلغاء دائرة نقاش عن العلاقة بين الدين والمثلية باستضافة جمعية علم النفس الأمريكية إثر اعتراض نشطاء مثليين على أن «معالجو التحويل ومؤيديهم في اليمين المتدين يستخدمون ظهورهم في هذه الدوائر كأحداث تسويقية لإضفاء الشرعية على ما يفعلون».
في عام 2009، أشهرت جمعية علم النفس الأمريكية أنها «تحثّ العاملين في مجال الصحة النفسية على تجنب إعطاء فكرة خاطئة أو مبالغة عن فعالية جهود تغيير التوجه الجنسي من خلال الترويج إلى أو الوعد بتغيير في التوجه الجنسي عند تقديم المساعدة للأفراد الذي يرفضون تقبل توجههم الجنسي أو توجهات غيرهم، وتنتهي باستنتاج أنه من الممكن الحصول على الفوائد التي أبلغ عنها المشاركون في جهود التغيير والتوجه الجنسي من خلال الأساليب التي لا تحاول تغيير التوجه الجنسي».
تختلف الإرشادات الأخلاقية بين منظمات الصحة النفسية الكبرى في الولايات المتحدة، بعضها تأخذ شكل البيانات التحذيرية، والبعض الآخر يأخذ شكل توصيات بامتناع المعالجين الأخلاقيين عن ممارسة علاج التحويل (كالجمعية الأمريكية للطب النفسي) وإحالة المرضى إلى أولئك الذين يمتنعون عنه (كجمعية الإرشاد الأمريكية). وفي رسالة بتاريخ 23 فبراير، 2011 إلى رئيس مجلس النواب الأمريكي، قال النائب العام للولايات المتحدة «بينما التوجه الجنسي لا يحمل أي شارة واضحة، يوجد إجماع علمي متزايد على أن التوجه الجنسي صفة غير قابلة للتغيير.»
الجماعات المثلية والمجموعات المعنية بالصحة النفسية وحقوق المثليين تخشى أن العلاج الترميمي يمكن أن يجعل الاكتئاب أو حتى الانتحار أكثر احتمالاً. ويعارض الرئيس أوباما هذه الممارسة.

## النظريات والتقنيات

### تعديل السلوك
قبل صدور قرار الجمعية الأمريكية لعلم النفس عام 1973 بإزالة المثلية من الدليل التشخيصي والإحصائي للاضطرابات النفسية، وظف ممارسو علاج التحويل تقنيات المعالجة بالتبغيض، التي تنطوي على الصدمة الكهربائية والعقاقير المسببة للغثيان أثناء استثارة المشاعر المثلية عن طريق صور جنسيّة ذات طابع مثليّ. عند وقف التبغيض، يتم تقديم صور جنسية للجنس الآخر، وذلك بهدف تعزيز المشاعر الغيرية. في «العلاج التبغيضي للمثلية: مراجعة نقدية»، الذي نشر في عام 1966، ادعى المعالج النفسي فيلدمان أن نسبة الشفاء عن طريق هذه الممارسات هو 58٪، ولكن شكك المعالج النفسي الأمريكي دوغلاس هالدمان في إمكانية سماح مثل هذه الأساليب المبغضة بتوليد استجابة جنسية، ولاحظ أن فيلدمان عرّف النجاح بأنه قمع المشاعر المثلية وزيادة القدرة على السلوك الجنسي المغاير.
طريقة أخرى استخدمت وهي أسلوب التحسس الخفي، الذي يتضمن الطلب من المرضى تخيل القيء أو الصدمات الكهربائية. أشار هالدمان إلى أن هذه الدراسات أُجريت على عينات واحدة ومنفردة، وأن نتائجها لا يمكن تعميمها. وكتب هالدمان أن دراسات تكييف السلوك تميل إلى تقليل مشاعر المثلية، ولكن لا تزيد مشاعر الغيرية، مستندا إلى دراسة المعالج رانغسوامي بعنوان «صعوبات في إثارة وزيادة الاستجابة الجنسية الغيرية في مثلي الجنس: تقرير حالة».
ويخلص هالدمان أن مثل هذه الأساليب يمكن أن تسمى تعذيبا، إضافة إلى كونه غير فعال. ويكتب أن «الأفراد الخاضعين لمثل هذه العلاجات لا يظهرون ميلا للمغايرة، بل يبدؤون بالشعور بالعار، ولديهم صراعات وخوف من مشاعرهم الجنسية المثلية».

### منظمات المثليين السابقين
تتكون حركة المثليين السابقين من أفراد ومنظمات تشجع الناس على الامتناع عن الدخول في علاقات جنسية أو عاطفية مثلية، والقضاء على الرغبات الجنسية المثلية، وتطوير الرغبة الجنسية المغايِرة، أو الدخول في علاقة جنسية مغايرة. تعتمد هذه المنظمات على مشاركة الأفراد الذين عرّفوا أنفسهم في السابق كمثليين أو مثليات أو مزدوجي الميول الجنسي ولكن توقفوا، وقد يزعم هؤلاء الأفراد أنهم قد قضوا على انجذابهم لنفس الجنس تمامًا أو أنهم ببساطة يمتنعون عن التصرف بناءً على هذا الانجذاب.
تصف بعض المصادر أن منظمات المثليين السابقين هي شكل من أشكال علاج التحويل، بينما ذكر آخرون أن هذه المنظمات هي طريقة متميزة لمحاولة تحويل الناس المثليين لمغايريين. تم تسميتها أيضا بالمنظمات التحويلية. ويرى البعض الآخر أنها لا تجري علاجا سريريا من أي نوع.
منظمة «اكسودس انترناشونال» (Exodus International) المسيحية هي منظمة معروفة للمثليين السابقين، تدعي أن العلاج الترميمي يمكن أن يكون أداة مفيدة. أوقفت المنظمة أنشطتها في الولايات المتحدة في يونيو 2013، وأصدر أعضاء المجلس الثلاثة بيانًا نبذوا فيه أهدافهم واعتذروا عن الضرر الذي تسببت به أهدافهم لمجتمع الميم. شكل أعضاء إكسودس القدامى منظمة جديدة باسم «شبكة الأمل المستعادة» (Restored Hope Network)، وتواصل العمل كما كانت من قبل مع التركيز مجددًا على التحويل والعلاج الروحيين.

### التحليل النفسي
ذكر دوغلاس هالدمان أن علاج المثلية الجنسية عن طريق التحليل النفسي يتمثل في أعمال ايرفينغ بايبر وزملائه في كتاب «المثلية: دراسة التحليل النفسي للمثليين الذكور»، حيث أيدوا العلاج طويل الأمد بهدف حل صراعات الطفولة اللاواعية والتي اعتبروها مسؤولة عن المثلية الجنسية. وذكر هالدمان أيضا أن منهجية بايبر قد تعرضت لانتقادات لأنها اعتمدت على عينة سريرية، ولأن وصف النتائج استند على الانطباع الشخصي للمعالج، وأن بيانات المتابعة قد تم تقديمها بشكل ضعيف. وذكر بايبر أن نسبة النجاح هي 27% من العلاج طويل المدى، والتي تضمنت نسبة نجاح 18% فقط لمتلقي العلاج المثليين حصراً، ونسبة نجاح 50% لمزدوجي الميول الجنسي. برأي هالدمان، تعتبر نسب نجاح بايبر «غير مبهرة».
ناقش هالدمان محاولات أخرى لعلاج المثلية الجنسية عن طريق التحليل النفسي. كوران وبار (Curran and Parr) في «المثلية: تحليل 100 حالة من الذكور»، التي نشرت في عام 1957 لم تسجل زيادة كبيرة في السلوك الجنسي المغاير. وكذلك مايرسون وليف (Mayerson and Lief) في دراسة متابعة لتسعة عشر حالات من المثليين جنسيا نشرت في عام 1965، والتي أشارت إلى أن نصفهم أصبحوا ذوي ميول جنسية مغايرة حصرا بعد أربع سنوات ونصف من العلاج، ولكن استندت نتائجها على تقارير ذاتية للمرضى دون تحقق خارجي من صحة النتائج.

### العلاج الترميمي
يستخدم مصطلح العلاج الترميمي أو الإصلاحي كمرادف لعلاج التحويل عموما، ولكن ذكر المعالج النفسي الأمريكي جاك دريشر في كتابه بعنوان "I'm Your Handyman: A History of Reparative Therapies" أن المعنى الدقيق للمصطلح يشير إلى نوع معين من العلاج المرتبط بالمعالجَين النفسييَن إليزابيث موبرلي وجوزيف نيكولوسي، ويشير مصطلح «الإصلاحي» أو «الترميمي» إلى افتراض نيكولوسي أن المثلية هي محاولة الذات اللاواعية «لإصلاح» الشعور بالنقص والدونية.
معظم العاملين في مجال الصحة النفسية وجمعية علم النفس الأمريكية يعتبرون أن العلاج الترميمي غير موثوق وفاقد للمصداقية، ولكن ما زال يمارس من قبل بعض. في عام 2014 أيد الحزب الجمهوري الأمريكي من ولاية تكساس «... تقديم المشورة، والذي يقدم العلاج الترميمي...» في منصة حزبهم.
انتقد محللون نفسيون نظريات نيكولوسي، وعرضوا بدائل تنتهج نهجاً المثلية الجنسية الإيجابي كبديل للعلاج الترميمي.

### العلاج الجنسي
وصف هالدمان عمل ويليام ماسترز وفيرجينيا جونسون في تغيير التوجه الجنسي بأنه نوع من علاج التحويل.
في كتاب «المثلية الجنسية في المنظور» (Homosexuality in Perspective) الذي نشر عام 1979، رأى ماسترز وجونسون المثلية الجنسية كنتيجة للكتل التي حالت دون تعلم الاستجابة الجنسية المغايرة، ووصفوا دراسة أجريت على 54 رجلا مثليا كانوا غير راضين عن ميولهم الجنسية.
لم تصف الدراسة الأصلية منهجية العلاج المستخدمة، لكن تم نشرها بعد خمس سنوات. انتقد عالم النفس السريري جون جونسيوريك (John C. Gonsiorek) دراستهم لعدة أسباب في عام 1981، مشيرًا إلى أنه على الرغم من أن ماسترز وجونسون قد صرّحا أنه تم فحص مرضاهم من أجل أمراض نفسية كبرى أو اضطرابات عصبية شديدة، إلا أنهم لم يشرحوا كيف تم إجراء هذا الفحص، أو كيف تم تقييم تحفيز المرضى لتغيير توجهاتهم. تم وصف تسعة عشر من المرضى على أنهم غير متعاونين أثناء العلاج ورفضوا أيضا المشاركة في التقييم اللاحق، ولكن مع ذلك ذُكر في الدراسة أنهم جميعًا تحولوا إلى مغايرين جنسيا دون تبرير لذلك.
كتب هالدمان أن دراسة ماسترز وجونسون مبنية على انحياز للمغايرين جنسيا، وسيكون من الصعب للغاية تكرارها. في رأيه، تفرقة ماسترز وجونسون بين «التحويل» -أي مساعدة الرجال المثليين الذين ليس لديهم خبرة سابقة في الجنس المغاير لتعلم الجنس المغاير- و«الارتداد» -أي توجيه الرجال ذوي تجارب سابقة مع النساء إلى العودة إلى ممارسة الجنس معهن- لم يكن أساسًا موفقًا. قد لا يكون العديد من المواضيع التي وصفها ماسترز وجونسون مثليًا جنسيًا، لأن 17٪ فقط من المشاركين اعتبروا أنفسهم مثليين حصرا، في حين أن 83٪ كانوا في نطاق المغايرة الجنسية إلى ازدواج الميول الجنسي. لاحظ هالدمان تأثير ضياع 30٪ من العينة المدروسة خلال تقييم المتابعة، حيث قال أنه من الممكن ألا تشمل عينة النتائج أي شخص ينجذب بشكل أساسي أو حصري إلى نفس الجنس. يخلص هالدمان إلى أنه من المحتمل أنه، بدلاً من محاولة تحويل المثليين إلى مغايرين جنسيا، عززت محاولات ماسترز وجونسون الاستجابة الجنسية المغايرة في الأشخاص الذين كانوا بالفعل ينجذبون إلى الجنس الآخر.

### عملية فصل المخ الجبهي
في حين أنها عززت في الوقت كعلاج لمختلف أنواع الذهان، فإن فعالية هذه العملية في تغيير التوجه الجنسي بالفعل كان موضوع البحث النقدي في عام 1948.

## اقرأ أيضا
- Bayer، Ronald (1987)، Homosexuality and American Psychiatry: The Politics of Diagnosis، Princeton: Princeton University Press، ISBN:0-691-02837-0
- Bergler، Edmund (10 ديسمبر 1956)، "Curable Disease?"، Time، مؤرشف من الأصل في 2012-07-11
- Bergler، Edmund (1962)، Homosexuality: disease or way of life?، Collier Books
- Bieber، Irving (1962)، Homosexuality: A Psychoanalytic Study of Male Homosexuals، Basic Books Inc
- Bright، Chuck (ديسمبر 2004)، "Deconstructing Reparative Therapy: An Examination of the Processes Involved When Attempting to Change Sexual Orientation"، Clinical Social Work Journal، ج. 32، ص. 471–481، DOI:10.1007/s10615-004-0543-2
- Cruz، David B. (1999)، "CONTROLLING DESIRES: SEXUAL ORIENTATION CONVERSION AND THE LIMITS OF  KNOWLEDGE AND LAW" (PDF)، Southern California Law Review، ج. 72، ص. 1297، مؤرشف من الأصل (PDF) في 2018-09-26
- Domenici، Thomas؛ Lesser، Ronnie C. (1995)، Disorienting Sexuality: Psychoanalytic Reappraisals of Sexual Identities، New York: Routledge، ISBN:0-415-91198-2
- Drescher، Jack (يونيو 1998)، "I'm Your Handyman: A History of Reparative Therapies"، Journal of Homosexuality، ج. 36، ص. 19–42، DOI:10.1300/J082v36n01_02، PMID:9670099
- Drescher، Jack (2001)، "Ethical Concerns Raised When Patients Seek to Change Same-Sex Attractions"، Journal of Gay & Lesbian Psychotherapy، Haworth Press، ج. 5، ص. 183، DOI:10.1300/j236v05n03_11
- Drescher، Jack؛ Zucker، Kenneth، المحررون (2006)، Ex-Gay Research: Analyzing the Spitzer Study and Its Relation to Science, Religion, Politics, and Culture، New York: Harrington Park Press، ISBN:1-56023-557-8
- Drescher، Jack (1998)، Psychoanalytic Therapy and the Gay Man، Hillsdale, New Jersey: The Analytic Press، ISBN:0-88163-208-2
- Ellis، Albert (1965)، Homosexuality: Its Causes and Cure، New York: Lyle Stuart Inc.، LCCN:65-12351
- Ford، Jeffry G. (2001)، "Healing homosexuals: A psychologist's journey through the ex-gay movement and the pseudo-science of reparative therapy"، Journal of Gay & Lesbian Psychotherapy، ج. 5، ص. 69–86، DOI:10.1300/J236v05n03_06
- Freud، Sigmund (1991)، On Sexuality: Volume 7، London: Penguin Books، ISBN:0-14-013797-1
- Freud، Ernst L. (1992)، Letters of Sigmund Freud، New York: Dover Publications, Inc، ISBN:0-486-27105-6
- Gay، Peter (2006)، Freud: A Life for Our Time، London: Papermac، ISBN:0333486382
- Haldeman، Douglas C. (1991)، "Sexual orientation conversion therapy for gay men and lesbians: A scientific examination" (PDF)، في Gonsiorek، John؛ Weinrich، James (المحررون)، Homosexuality: Research Implications for Public Policy، Newbury Park, California: Sage Publications, Inc، ISBN:0-8039-3764-4، مؤرشف من الأصل (PDF) في 2018-02-06، اطلع عليه بتاريخ 2016-12-07
- Haldeman، Douglas C. (يونيو 2002)، "Gay Rights, Patient Rights: The Implications of Sexual Orientation Conversion Therapy" (PDF)، Professional Psychology: Research and Practice، ج. 33، ص. 260–264، DOI:10.1037/0735-7028.33.3.260، مؤرشف من الأصل (PDF) في 2019-08-24
- Hooker، Evelyn (مارس 1957)، "The Adjustment of the Male Overt Homosexual"، Journal of projective techniques، ج. 21، ص. 18–31، DOI:10.1080/08853126.1957.10380742، PMID:13417147
- Jones، Ernest (1955)، The Life and Work of Sigmund Freud, Volume 2، New York: Basic Books
- Jones، S. L.؛ Yarhouse، A. M. (2007)، Ex‐gays? A longitudinal study of religiously mediated change in sexual orientation، Downers Grove, IL: InterVarsity Press
- Johnson، Chris (12 مايو 2008)، Robinson backs out of symposium on "ex-gays"، Washington Blade، مؤرشف من الأصل في 2008-05-02
- Katz، Jonathan (1976)، Gay American history: lesbians and gay men in the U.S.A.: a documentary anthology، New York: Crowell، ISBN:0690005105
- Kirby، Michael (ديسمبر 2003)، "The 1973 deletion of homosexuality as a psychiatric disorder: 30 years on"، Australian & New Zealand Journal of Psychiatry، ج. 37، ص. 18–31, 674–677، DOI:10.1111/j.1440-1614.2003.01269.x
- Marmor، Judd (1965)، Sexual Inversion: The Multiple Roots of Homosexuality، New York: Basic Books، LCCN:65-13343
- Norcross، John C.؛ Koocher، Gerald P.؛ Garofalo، Ariele (أكتوبر 2006)، "Discredited Psychological Treatments and Tests: A Delphi Poll"، Professional Psychology: Research and Practice، ج. 37، ص. 515–522، DOI:10.1037/0735-7028.37.5.515
- LeVay، Simon (1996)، Queer Science: The Use and Abuse of Research into Homosexuality، Cambridge: MIT Press، ISBN:0-262-12199-9
- Lewes، Kenneth (1988)، The Psychoanalytic Theory of Male Homosexuality، New York: Simon & Schuster، ISBN:0-671-62391-5
- Lewes، Kenneth (1998)، "A special oedipal mechanism in the development of male homosexuality"، Psychoanalytic Psychology، ج. 15، ص. 341–359، DOI:10.1037/0736-9735.15.3.341
- O'Connor، Noreen؛ Ryan، Joanna (1993)، Wild Desires and Mistaken Identities: Lesbianism and Psychoanalysis، London: Virago، ISBN:1-85381-303-6
- Plowman، William (12 مايو 2008)، Homosexuality Panel Squelched by Gay Activists، NPR، مؤرشف من الأصل في 2019-12-09
- Shidlo، Ariel؛ Schroeder، Michael (2002a)، "Changing Sexual Orientation: A Consumers' Report"، Professional Psychology: Research and Practice، ج. 33، ص. 249–259، DOI:10.1037/0735-7028.33.3.249
- Shidlo، Ariel؛ Schroeder، Michael (2002b)، Sexual conversion therapy: ethical, clinical, and research perspectives، ص. 137، ISBN:978-0-7890-1911-0، مؤرشف من الأصل في 2022-06-28، اطلع عليه بتاريخ 2011-05-17
- Socarides، Charles (1968)، The Overt Homosexual، New York: Grune & Stratton، ISBN:080890437X
- Spitzer، Robert L. (أكتوبر 2003)، "Can Some Gay Men and Lesbians Change Their Sexual Orientation? 200 Participants Reporting a Change from Homosexual to Heterosexual Orientation"، Archives of Sexual Behavior، ج. 32، ص. 403–17, discussion 419–72، DOI:10.1023/A:1025647527010، PMID:14567650
- Stanton، Martin (1991)، Sandor Ferenczi: Reconsidering Active Intervention، Northvale: Jason Aronson Inc، ISBN:0-87668-569-6
- Terry، Jennifer (1999)، An American Obsession: Science, Medicine and the Place of Homosexuality in Modern Society، Chicago: Chicago University Press، ISBN:0226793664
- Waidzunas، Tom (2016)، The Straight Line: How the Fringe Science of Ex-Gay Therapy Reoriented Sexuality، Minneapolis: University of Minnesota Press، ISBN:9780816696154
- Young-Bruehl، Elisabeth (1988)، Anna Freud، New York: Summit Books، ISBN:0-671-68751-4
- Yarhouse، Mark A.؛ Throckmorton، Warren (2002)، "Ethical Issues in Attempts to Ban Reorientation Therapies"، Psychotherapy: Theory/Research/Practice/Training، ج. 39، ص. 66–75، DOI:10.1037/0033-3204.39.1.66
- Yoshino، Kenji (2002)، "Covering"، Yale Law Journal، ج. 111، مؤرشف من الأصل في 2019-11-04

## وصلات خارجية
- Investigation into Conversion Therapyذي إندبندنت ( نسخة محفوظة 12 مايو 2015 على موقع واي باك مشين.)
- Psychiatry Giant Sorry for Backing Gay 'Cure' نيويورك تايمز
- Interview with Dr. Robert Spitzer, M.D. (retracting his study on conversion therapy) على يوتيوب
- Facts About Changing Sexual Orientation: Dr. Gregory M. Herek جامعة كاليفورنيا (دافيس)
- Article by Thomas Maier about Masters and Johnson
- What does the scholarly research say about whether conversion therapy can alter sexual orientation without causing harm? on the “What We Know” Project (Columbia University)